# بانک شرق آسیا
بانک شرق آسیا، (به چینی: 東亞銀行有限公司) شرکت خدمات مالی و بانکداری هنگ کنگی است، که در زمینه ارائه خدمات بانکداری خرد، بانکداری شرکتی، وام و وام مسکن فعالیت می‌کند.
بانک شرق آسیا در سال ۱۹۱۸ لی کون-چان تأسیس شد و در حال حاضر مالک شبکه‌ای از ۹۱ شعبه بانک در هنگ کنگ، ۶۰ شعبه در چین و ۳۰ شعبه در ایالات متحده آمریکا می‌باشد و به عنوان سومین بانک بزرگ هنگ کنگ بشمار می‌آید.
شعبه مرکزی این بانک در هنگ کنگ قرار دارد و سهام آن در بازار بورس اوراق بهادار هنگ کنگ معامله می‌شد.